# Claude Debussy
Claude Achille Debussy (Saint-Germain-en-Laye, 22 augustus 1862 – Parijs, 25 maart 1918) was een Frans componist die vernieuwing bracht binnen de klassieke muziek.
Bach, die Onze Lieve Heer van de muziek, tot wie elke componist zou moeten bidden alvorens aan het werk te gaan, om zich voor middelmatigheid te behoeden.— Debussy (in een recensie van de première in 1902 van de 2de orgelsymfonie van en door Louis Vierne)

## Biografie
Hoewel Claude van eenvoudige komaf was en er binnen het gezin Debussy weinig aan muziek werd gedaan, werd zijn talent al vroeg ontdekt. Dankzij bemiddeling van madame Mauté, de schoonmoeder van de dichter Paul Verlaine, mocht hij in 1873 naar het Conservatoire de Paris, waar hij pianoles kreeg van Antoine François Marmontel en harmonieleer van Émile Durand. Ook volgde hij korte tijd lessen bij César Franck.
In 1879 vroeg de weldoenster van Tsjaikovski, gravin Nadezjda Filaretovna von Meck, aan Marmontel of hij een geschikte jonge pianist wist voor haar huistrio. Hij maakte haar attent op Debussy. Zijn spel viel zodanig in de smaak dat hij in 1882 met de familie von Meck naar Rusland ging.

Na terugkeer volgde hij compositielessen bij Ernest Guiraud, die hem adviseerde eenvoudiger te schrijven, wilde hij in aanmerking komen voor de Prix de Rome.

### Parijs-Rome-Parijs
In 1884 lukte hem dit met zijn cantate L'enfant prodigue, hoewel de componist Charles Gounod, die hem als genie beschouwde, voor hem in de bres moest springen. De toekenning van de prijs stelde Debussy in staat twee jaar in Rome te werken en te studeren. Dit overigens niet naar eigen genoegen, want het verblijf aldaar werd door hem als een kwelling ervaren. Hij zei niet tegen het klimaat te kunnen, zich niet te interesseren voor de antieke kunst en zich regelrecht te ergeren aan de feesten die hij moest bijwonen. Hier schreef hij het orkeststuk Printemps, dat door de jury in Parijs werd weggehoond. De secretaris van de Académie schreef in zijn rapport dat het zeer wenselijk zou zijn als Debussy zich niet verloor in dit soort impressionisme, dat hij als een van de gevaarlijkste vijanden van kunstwerken beschouwde. Debussy was inmiddels bezig aan een derde werk, getiteld La Demoiselle élue, op een vertaalde tekst van Dante Gabriel Rossetti, maar voor hij het voltooid had was hij al uit Rome vertrokken, nog voor de twee jaren voorbij waren. De jury weigerde Printemps uit te laten voeren, waarop Debussy zich verzette tegen een uitvoering van La Demoiselle élue. Hiermee was de breuk tussen hem en de leiders van de Académie volkomen.
Gedurende een bezoek aan Bayreuth (1888-89) kwam Debussy in contact met de muziek van Richard Wagner, die een dwingende greep op zijn werk leek te krijgen. Tijdens de Wereldtentoonstelling van 1889 in Parijs raakte hij echter onder de bekoring van Spaanse en vooral ook Javaanse muziek, met name van de klanken van de gamelan. Hierdoor lukte het hem onder de invloed van Wagner uit te komen en een hoogst oorspronkelijke, eigen klanktaal te ontwikkelen.

#### Huwelijken
In 1899 huwde Debussy Rosalie Texier, een meisje van eenvoudige komaf, dat hem voorbeeldig terzijde stond in de moeilijke tijd voordat hij bekendheid begon te genieten. In 1904 wenste Debussy echter van haar te scheiden om te kunnen trouwen met hun gezamenlijke vriendin Emma Bardac-Moyse. Door dit tweede huwelijk kwam hij in aanraking met de "betere kringen", hoewel dit niet betekende dat er een einde kwam aan zijn financiële zorgen.

#### Na 1900
In 1901 werd Debussy muziekrecensent voor de Revue Blanche. Later schreef hij ook voor andere bladen. Een bloemlezing hiervan werd na zijn dood gebundeld onder de titel Monsieur Croche Anti-dilettante.
Vanaf 1909 wist Debussy dat hij aan darmkanker leed. Daarnaast was het uitbreken van de Eerste Wereldoorlog een grote domper, waardoor hij het maandenlang niet kon opbrengen te componeren. Toch wist hij zich hiervan te herstellen. In deze tijd schreef hij nog werken als de Douze études, En blanc et noir en de Six sonates pour divers instruments, waarvan hij er overigens slechts drie kon voltooien. Debussy stierf tijdens het laatste Duitse offensief toen Parijs met langeafstandsgeschut en vanuit luchtschepen werd gebombardeerd. Omstandigheden noopten tot een informele begrafenis op het kerkhof van Passy.
Debussy heeft de muziek in heel nieuwe banen geleid. Met zijn aparte klankcombinaties en harmonieën schreef hij tal van originele werken, waaronder:
- Prélude à l'après-midi d'un faune (1894)
- Pelléas et Mélisande (1902)
- La Mer (1903-1905)
- Ibéria (1908)
- Jeux (1913)
- Sonate in d klein, voor cello en klavier

## Stijl

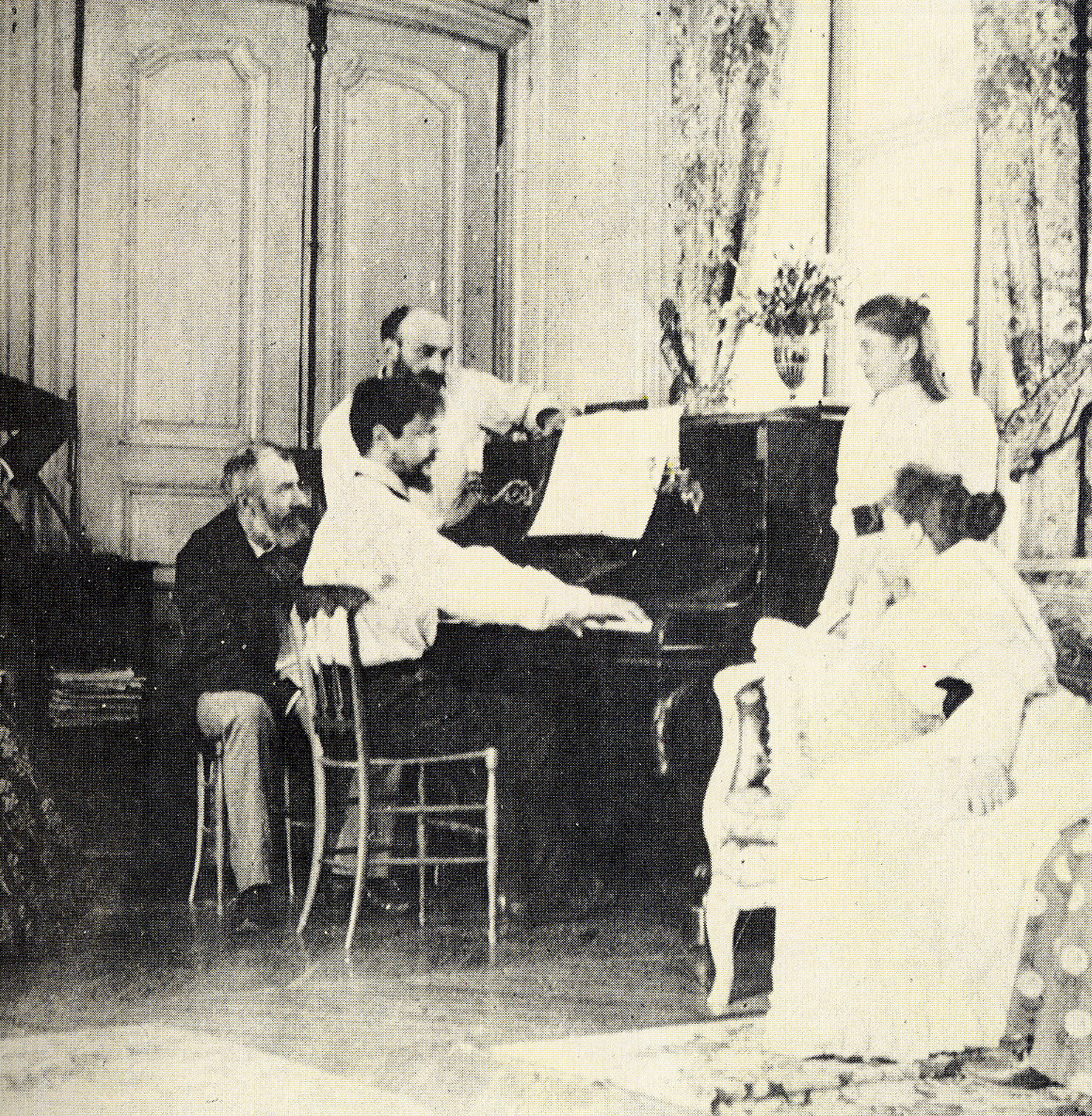
Claude Debussy aan de piano in 1893

De term "impressionisme" wordt vaak gebruikt om muziek van Debussy te omschrijven, hoewel dit door sommigen (ook de toondichter zelf) werd betwist. De term had de negatieve klank van vaagheid en gebrek aan structuur. In een brief uit 1908, schreef de componist: "Ik probeer 'iets anders' te doen – een soort realiteiten – wat door imbecielen 'impressionisme' wordt genoemd". Elders merkte Debussy eens op: "Muziek is gemaakt van kleuren en afgepaste ritmes".
Enkele kenmerken zijn:
- Veelvuldig gebruik van orgelpunt;
- Passages en figuraties die afleiden van het ontbreken van tonaliteit;
- Veelvuldig gebruik van parallelle akkoorden;
- Bitonaliteit;
- Gebruik van de hele-toonstoonladder (ook Debussy-toonladder genoemd) of de chromatische in plaats van de diatonische toonladder;
- Schijnbaar abrupte modulaties, zonder enige aanwijsbare harmonische connectie.
- Timbre: grote klankverscheidenheid door het gebruik van de hele tessituur, door een grote verscheidenheid aan speelwijzen te vermengen en af te wisselen, door een genuanceerd en zeer intens pedaalgebruik.
- Invloeden van exotische culturen en schilderingen van legendes, zoals in Pagodes, Ondine en de Prélude à l'après-midi d'un faune

## Oeuvrelijst
Voor de complete lijst met Debussy's composities (volgens de nummering van François Lesure en tevens geordend op bezetting):
Beschrijvingen van zijn composities zijn te vinden in de categorie Compositie van Claude Debussy.

### Piano
- Deux Arabesques (1888)
- Suite bergamasque (1890, met Clair de Lune)
- Rêverie (1890)
- Pour Le Piano (1899)
- Estampes (1903)
- L'Isle Joyeuse (1904)
- Images, 1 en 2 (1905, 1907)
- Le petit Nègre (1908)
- Children's Corner Suite (1909)
- Préludes (in totaal 24 composities), boek-1 en -2 (1910-1913: met La Fille aux Cheveux de Lin, La Cathédrale Engloutie en Canope). Alle 24 préludes zijn door de Nederlandse componist Willem Strietman, door de Engelse componist Colin Matthews en door de Belg Luc Brewaeys voor groot symfonieorkest gezet. En enkele dirigenten en arrangeurs hebben een of meer préludes voor orkest bewerkt. (Leopold Stokowski arrangeerde bijvoorbeeld La cathédrale engloutie voor symfonieorkest).
- Berceuse héroique (1914), later bewerkt voor orkest
- Douze études, verdeeld over boek-1 en -2 (1915)

### Twee piano's of een piano à-quatre mains
- Petite suite voor twee piano's (1889), later door Henri Büsser voor orkest bewerkt
- Six épigraphes antiques voor piano à quatre mains (1914, uit de muziek voor Chansons de Bilitis)
- En blanc et noir voor twee piano's (1915)
- Lindaraja (1901) voor twee piano's en transcription pour piano seul

### Opera
- Rodrigue et Chimène (1890-1892) onvoltooide opera in drie akten op tekst van Catulle Mendès
- Pelléas et Mélisande (opera) (1893-1902)
- La chute de la maison d'Usher (1908-1916), onvoltooid. Gebaseerd op een verhaal van Edgar Allan Poe. In 1973 naar aantekeningen voltooid door Juan Allende Blim. In arrangement, zonder bronvermelding, te vinden als Fall of the House of Usher op het album Tales of Mystery and Imagination van The Alan Parsons Project

### Cantates
- L'enfant prodigue voor sopraan, bariton, tenor en orkest (1884)
- La demoiselle élue voor twee solisten, dameskoor, en orkest (1887-1888, tekst van Dante Gabriel Rossetti)
- Ode à la France voor sopraan, gemengd koor en orkest (1916-1917, voltooid door Marius François Gaillard)
- Trois Chansons voor sopraan, contra alt, tenor en bas (tekst van Karel van Orléans, 1394-1465)

### Werken voor orkest
- Le printemps met vierstemmig koor (1884)
- Prélude à l'après-midi d'un faune, (voorspel voor een gedicht op muziek van Mallarmé), voor orkest (1894)
- Nocturnes voor orkest en koor (1899)
- Muziek voor Le roi Lear, twee stukken voor orkest (1904)
- La Mer, esquisses symphoniques (Symfonische schetsen) voor orkest (1903-1905)
- Ibéria (1908)
- Images pour orchestre (1905-1911)
- Le martyre de St. Sébastien, fragments symphoniques pour orchestre (toneelmuziek voor bij het gelijknamige stuk van Gabriele D'Annunzio, 1911)
- Khamma, ballet (1911-1912, georkestreerd door Charles Koechlin op verzoek van de componist)
- Jeux, ballet (1913)
- La boîte à joujoux, ballet (1913, georkestreerd door André Caplet op verzoek van de componist)
- Berceuse héroique voor orkest (1915)

### Muziek voor solo-instrumenten en orkest
- Fantaisie voor piano en orkest (1889-1890)
- Première Rhapsodie voor klarinet en orkest (of piano) (1909-1910)
- Petite pièce voor klarinet en orkest (of piano) (1910)
- Rhapsodie pour saxophone alto et orchestre (of piano) (1901-1911) Zie Elisa Hall voor de ontstaansgeschiedenis.
- Danses sacrée et profane voor harp en strijkorkest (1904)

### Kamermuziek
- L 3 - 1879 Trio, in g-kleine terts voor piano, viool en cello
- L 27 - 1882 Intermezzo voor cello en piano (of orkest)
- L 26 - 1882 Nocturne en Scherzo voor cello en piano
- L 85 - 1893 Strijkkwartet in g-kleine terts
- L 120 - 1910 'Petite pièce' voor klarinet en piano (of orkest)
- L 129 - 1913 Syrinx voor fluitsolo
- L 135 - 1915 Sonate voor cello en piano (eerste sonate)
- L 137 - 1915 Sonate voor fluit, altviool en harp (tweede sonate)
- L 140 - 1916-1917 Sonate voor viool en piano (derde sonate)

## Films
Zoals veel muziek van andere componisten is ook muziek van Debussy gebruikt in speelfilms, documentaires en commercials. Een paar voorbeelden:
- Clair de Lune is gebruikt in diverse films: de remake van Ocean's Eleven uit 2001; Twilight naar een boek van Stephenie Meyer, The Right Stuff van Philip Kaufman (1983), The Blue Lagoon (1980); Seven Years in Tibet (1997) (hierin vormt een speeldoos die Clair de Lune speelt een rode draad); Frankie and Johnny, The Notebook, Atonement en The Darjeeling Limited. Verder is het ook gebruikt in een parfumreclame voor Chanel no. 5 (een van de duurste reclamevideo's ooit gemaakt) met Nicole Kidman en Rodrigo Santoro.
- In de Hitchcock-film The Birds speelt Tippi Hedren de eerste Arabesque.
- Golliwog's cake-walk uit Children's Corner wordt gebruikt als titelsong in de Amerikaanse serie Glee.
- In de Amerikaanse televisieserie Westworld is het stuk "Rêverie" te horen gedurende verscheidene scènes.
- In BTS's HYYH on stage: prolouge kortfilm wordt Clair de Lune gebruikt.

## Trivia
- Toen Debussy daags nadat hij in Parijs was teruggekeerd, van het bijwonen van een voorstelling elders van zijn opera Pelléas et Mélisande met zijn 'wijkende' en diffuse inslag, werd gevraagd wat hij van die uitvoering vond zei hij: Verschrikkelijk, je kon alles horen
- Bij zijn geboorte werd de componist Achille-Claude genoemd. Binnen zijn familie werd hij dan ook steevast met Achille aangesproken, en in huiselijke kring zelfs met Chilo. Pas 28 jaar later zou Debussy zichzelf definitief Claude gaan noemen.[2]